# Marc Recha
Marc Recha (Hospitalet de Llobregat, 18 de octubre de 1970) es un director de cine español.

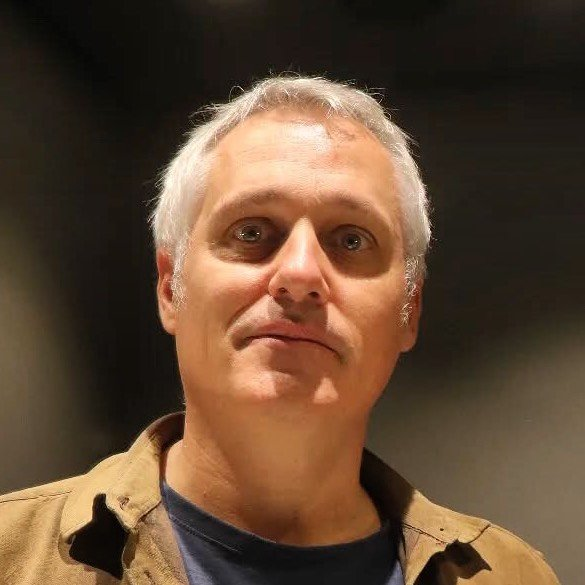
Marc recha

## Filmografía como director
- Un dia perfecte per volar (2015)
- Petit indi (2009)
- Dies d'agost (2006)
- Les mans buides (2003) (Premio Nacional de Cine de Cataluña)
- Pau i el seu germà (2001)
- Sobre el paso de dos personas unos años más tarde (2001)
- L'àrbre de les cireres (1998), Película rodada en Vall de Gallinera (Alicante)
- L'escampavies (1998)
- És tard (1994)
- La maglana (1992)
- El cielo sube (1991)
- El celador (1990)
- La por d'abocar-se (1990)
- El darrer instant (1988)

## Filmografía como productor
- Tout a la française (1990)

## Premios
Festival Internacional de Cine de Huesca
| Año  | Premio                  | Resultado |
| ---- | ----------------------- | --------- |
| 2007 | Premio Ciudad de Huesca | Ganador   |